# ジェレミー・ウォリナー
ジェレミー・ウォリナー（Jeremy Wariner, 1984年1月31日 - ）は、アメリカ合衆国の元陸上競技選手である。2004年アテネオリンピック400m、4×400mリレー、2008年北京オリンピック4×400mリレーの金メダリストである。テキサス州アービング出身。
400メートル走では、白人選手としては1980年モスクワオリンピックのビクトル・マルキン以来のオリンピックの金メダリストであり、アメリカの白人選手としては1964年のマイケル・ララビー以来となる金メダルを獲得した。

## 来歴
2001年にアメフトと陸上で迷った末に陸上を選んだ。アメフトでもスターになれる素質を持っていたが、その選択に間違いは無かったと言える。2003年にその年のジュニア世界ランキング1位となる45秒13（なお日本の山口有希が彼と同じ年齢で、45秒18のジュニア日本記録で同2位）をマーク。戦績は全米ジュニア、パンアメリカンジュニア、共に2位。
2004年、この年を皮切りに彼は鮮やかな変貌を遂げる。NCAA選手権、全米五輪トライアルと立て続けに勝ち、世界大会初代表。そのままアテネオリンピック本戦でも金メダルを獲得。一躍、新スターとして名乗りを挙げた。そのときの優勝タイムは44秒00で、マイケル・ジョンソン引退以降では、当時世界最高だった。
2005年世界選手権ヘルシンキ大会優勝（43秒93）。これは当時世界歴代7位であり、史上8人目の43秒台ランナーとなった。これは100mの9秒台、200mの19秒台と並んでスプリンターの大台だが到達者はこの種目だけ極端に少ない。
2006年、記録は43秒62まで伸び、世界歴代4位に浮上。陸上グランプリシリーズ最高峰ゴールデンリーグでも6戦全勝し、ジャックポットを獲得した。
2007年、ストックホルムでのDNガランにおいて、43秒50の世界歴代3位タイの記録を出し、同年の世界陸上選手権大阪大会では、世界歴代単独3位となる43秒45の記録を出した。
2008年、全米陸上でラショーン・メリットに敗れ、2位。連覇を狙った北京オリンピックでは、準決勝で余裕をもって44秒15を出すなど、好調な様子を見せていた。しかし、決勝では直線入口でメリットに並ばれるとそのまま離され失速。最後はレースを諦めた形でフィニッシュ。1秒近い差をつけられ2位に終わった。
2009年、2年ぶりに大阪国際GPに参戦。45秒16の自己ベストを出した日本の金丸祐三を2位に抑え44秒69で優勝したが、2007年（44秒02で優勝）よりタイムを落としている。世界陸上ではワイルドカードで出場し、全米陸上の400mは欠場。その後シーズン無敗で迎えた世界陸上では
前年のWAF以来のメリットとの再戦となった。結果は最後の直線で突き放され、2位に終わった。シーズンベストは出したが、自己ベストには遠く及ばなかった。
その後は怪我に悩まされ、目立った結果を残せず、リオ五輪の選考レースで引退を決意。

## エピソード
- ウォリナーは、どんなレースでも、たとえ陽射しが無いときもサングラスをして走ることで知られている。
- ウォリナーのマネージャーはマイケル・ジョンソンが務めており、そのジョンソンに「私の世界記録(43秒18)を破れるのはウォリナーしかいない」と言わしめる程であったが、2009年に、「彼（ウサイン・ボルト）ならできる気がする」と発言している。
- 長居陸上競技場のトラックが世界一のトラックであり、世界中の競技場を長居陸上競技場と同じ素材のトラックにして欲しいと言っている。
- 2005年シーズン始め、試合前に愛車のベンツで交通事故にあう不幸に見舞われた。幸い大きな怪我はなかったが、車は廃車、試合でも同期のダロルド・ウィリアムソンに敗れている。
- 2008年にそれまで指導を受けていたクライド・ハートと報酬の面で折り合いがつかず、契約を解消した。その影響なのか定かではないが、このシーズンはこれまで圧倒してきた後輩のメリットに4度に渡って敗れている。その後2009年5月に再びハートの指導を受け始めた。同年、世界陸上の決勝前のTV中継で、そのハートから「自信を持て」と激励の言葉を貰ったエピソードも紹介された。
- 映画俳優ではデンゼル・ワシントンが好きであり、特に演技が好みだという。女優ではアンジェリーナ・ジョリーが好みだという。
- 2009年ではヨガを練習に取り入れている。

## 主な実績
| 年   | 大会                               | 場所                         | 種目         | 結果 | 記録      |
| ---- | ---------------------------------- | ---------------------------- | ------------ | ---- | --------- |
| 2004 | オリンピック                       | アテネ（ギリシャ）           | 400m         | 1位  | 44秒00    |
| 2004 | オリンピック                       | アテネ（ギリシャ）           | 4×400mリレー | 1位  | 2分55秒91 |
| 2005 | 世界陸上選手権                     | ヘルシンキ（フィンランド）   | 400m         | 1位  | 43秒93    |
| 2005 | 世界陸上選手権                     | ヘルシンキ（フィンランド）   | 4×400mリレー | 1位  | 2分56秒91 |
| 2006 | IAAFワールドアスレチックファイナル | シュトゥットガルト（ドイツ） | 400m         | 1位  | 44秒02    |
| 2007 | 世界陸上選手権                     | 大阪（日本）                 | 400m         | 1位  | 43秒45    |
| 2007 | 世界陸上選手権                     | 大阪（日本）                 | 4×400mリレー | 1位  | 2分55秒56 |
| 2008 | オリンピック                       | 北京（中国）                 | 400m         | 2位  | 44秒74    |
| 2008 | オリンピック                       | 北京（中国）                 | 4×400mリレー | 1位  | 2分55秒39 |
| 2008 | IAAFワールドアスレチックファイナル | シュトゥットガルト（ドイツ） | 400m         | 2位  | 44秒51    |
| 2009 | 世界陸上選手権                     | ベルリン（ドイツ）           | 400m         | 2位  | 44秒60    |

## 自己ベスト
- 200m　20秒19 （2006年5月21日）
- 400m　43秒45 （2007年8月31日）